# Cyberknife
Cyberknife este un aparat medical, ce folosește o metoda alternativă non-invazivă pentru chirurgie în tratarea tumorilor maligne sau benigne oriunde în corp, fiind în special recomandată pentru tratarea prostatei, a creierului, a coloanei, a ficatului, a pancreasului sau a rinichilor. Tratamentul presupune administrarea unei cantități mari de radiație cu precizie milimetrică. Aparatul este produs de către firma americană Accuray. În esență tehnica de radiochirurgie este de fapt o tehnică specială de radioterapie. Radiochirurgia presupune iradierea cu o doză foarte mare si foarte precisă a volumului țintă.
Sistemul Cyberknife a fost inventat de către John R. Adler, profesor de Neurochirurgie și Radioterapie Oncologică în cadrul Universității Stanford împreună cu Peter și Rusell Schonberg. Cele 2 elemente principale ale Cyberknife sunt distribuirea de radiații de mare intensitate printr-un accelerator de particule mic și brațul robotic ce permite distribuirea către orice parte a corpului din orice direcție.

## Caracteristici de bază
Cyberknife a evoluat foarte mult de la invenția sa in 1990, fiecare generație aducând îmbunătățiri considerabile. Totuși există doua caracteristici ce îl diferențiaza de alte metode de tratament stereotactice.

### Ghidare robotică
Important de reținut este ca Cyberknife folosește un robot industrial pentru a livra cantitatea de radiație necesară. Primul model Cyberknife folosea un robot japonez numit Fanuc, însă modelele actuale folosesc un robot german numit KUKA. Pe acest brat robotic este montat un accelerator liniar ce produce raze X de 6MV.

### Ghidare imagistică
Ghidarea imagistică este al doilea element cheie al Cyberknife. Sistemul de ghidare pe baza imaginilor permite adaptarea mișcărilor brațului robotic pe măsura mișcărilor corpului pacientului.